# (11668) Balios
(11668) Balios ist ein Asteroid aus der Gruppe der Jupiter-Trojaner. Damit werden Asteroiden bezeichnet, die auf den Lagrange-Punkten auf der Bahn des Jupiter um die Sonne laufen. (11668) Balios wurde am 3. November 1997 von P. Pravec an der Sternwarte Ondřejov entdeckt. Er ist dem Lagrangepunkt L5 zugeordnet.
Der Asteroid wurde am 5. Juli 2001 nach Balios benannt, einem der unsterblichen Hengste der griechischen Mythologie, der ursprünglich Zeus gehörte und im Trojanischen Krieg den Wagen des Achilleus zog.